# Richard Utley
Richard Utley (Lytham St Annes, 3 februari 1935) is een voormalig Brits autocoureur. In 1958 was hij eenmaal te vinden op de inschrijvingslijst van een Formule 1-race, de Grand Prix van Duitsland van dat jaar voor het team Tojeiro. Hij was in deze race een Formule 2-inschrijving, waardoor hij geen punten kon scoren. Utley stond echter niet aan de start van de race omdat zijn auto niet aanwezig was op de Nürburgring, waar de race verreden werd. Hij schreef zich hierna nooit meer in voor een Formule 1-race. In 1960 nam hij ook deel aan enkele andere Formule 2-races, met als beste resultaat een derde plaats in de Coupe de Salon.